# Encomio di Elena
L'Encomio di Elena è uno dei due soli testi del sofista Gorgia, che ci sono pervenuti. In esso pone l'obiettivo di scagionare Elena, moglie di Menelao, dalla terribile colpa di aver provocato, abbandonando il marito per seguire Paride a Troia, la sanguinosa guerra di Troia. L'argomento non era nuovo: Gorgia prendeva spunto infatti da un filone preesistente che, inaugurato dal poeta lirico Stesicoro nella celebre Palinodia, sosteneva che la donna in realtà non andò mai a Troia e che al suo posto, con Paride, partì un fantasma (in greco εἴδωλον, eidolon). Questo fatto scagionava la regina di Sparta come causa del decennale conflitto. Nel solco di questa orazione epidittica, anche Isocrate avrebbe scritto un'opera omonima con il medesimo intento.

## Struttura
L'encomio è una dimostrazione della forza della parola che è capace, mediante un opportuno utilizzo, di ribaltare il convincimento popolare, risultato di secoli di tradizioni, a proprio piacimento. La forza della parola è intesa come "gran dominatore". Infatti, secondo il sofista, la parola riesce a dominare le emozioni; la poesia, ad esempio, riesce a suscitare nell'ascoltatore le stesse emozioni del poeta.
Il sofista, in questo testo, per discolpare Elena presenta una serie di implicazioni logiche secondo le quali essa non è realmente colpevole del conflitto tra i greci e i troiani: si riferisce, infatti, alla τύχη (tyche, "fortuna", "caso", "destino"), all'eros, alla persuasione della parola e alla forza fisica.
Elena è innocente, poiché il movente del suo gesto è esterno alla sua responsabilità. Schematizzando, Elena può aver agito per questi motivi:
1. Per decreto degli déi: non si era potuta opporre al fato;
2. Era stata rapita con la forza;
3. Era stata persuasa dalle parole di Paride;
4. Era stata vinta dalla passione amorosa.
5. Per volere della sorte
6. Per decreto di necessità (destino)

Nel primo caso Elena non ha colpa, in quanto nemmeno gli déi stessi potevano opporsi al Fato. Se rapita, Elena è una vittima, e la colpa va data a Paride. Di nuovo, se innamorata, Elena è una vittima, poiché fu Afrodite a farla innamorare, come ricompensa a Paride per averla giudicata vincitrice della Mela d'Oro. Infine, se persuasa dalle parole, ancora una volta è da ritenersi innocente, dal momento che, insita nelle parole, è presente una fortissima carica persuasiva, se queste sono pronunciate da un abile oratore, e sono più apprezzabili coloro che si fanno ingannare dalla bellezza delle parole rispetto a coloro che rimangono insensibili ad esse
Sempre per far percepire la potenza della parola, il potere d'ingannare che esse celano, Gorgia conclude ad effetto dicendo che la sua opera vale sì a difesa di Elena, ma per lui solo come gioco dialettico. Se nulla è, le parole non dicono la verità; anche Elena, che dalla tradizione antica greca è criticata assai aspramente, può essere innocente, e anzi degna di compassione.
Con Gorgia assistiamo pertanto a un profondo mutamento nel rapporto tra discorso, persuasione e verità, rispetto ad autori precedenti come Parmenide ed Eraclito. Per Parmenide la verità è inconcussa e universale, ed è accessibile solo tramite l'articolazione necessaria della ragione. Questa è l’unica via percorribile, perché l’altra via, basata sui sensi e sulle opinioni, è fallace e impercorribile. Secondo Eraclito, invece, la physis non è rigida e oscilla da un opposto all’altro. Parimenti, il linguaggio si modula sullo stesso ritmo di oscillazione dei contrari, affermando al contempo l'essere e il non essere delle cose; un linguaggio che mantiene un carattere oscuro, oracolare, proprio perché, se la natura ama nascondersi (frg. B123 D-K), anche il linguaggio si muoverà nell'ambito della dis-velatezza. Gorgia, infine, impone un labile confine tra verità e persuasione; nell’Encomio di Elena, infatti, sostiene l’innocenza di Elena non tanto o non solo perché convinto della sua non colpevolezza, quanto come gioco dialettico, esercizio di stile retorico volto, appunto, a persuadere, prima e contro ogni contenuto di verità.   
Potremmo quasi concludere che, in assenza di un criterio oggettivo di verità, il discorso sofistico non ha più come oggetto di riferimento un preciso essere delle cose, un ordine pre-costituito, ma esso stesso produce l'ordine che è chiamato a designare; il discorso è sempre discorso persuasivo, in quanto creatore di una verità che è prodotta nell'atto stesso di nominarla.   
Il relativismo gnoseologico e ontologico implicito nelle assunzioni dei sofisti  rende vana la ricerca di un criterio oggettivo per giudicare la realtà; la nozione stessa di mondo e realtà inconcussa o la presenza di una verità unica non hanno più luogo, tutto è soggettivo. Le opinioni dei singoli costituiscono singole realtà e verità, dove i singoli non sono più considerati, alla stregua dei dormienti eraclitei, come coloro che non sapevano cogliere la vera natura delle cose, confinati quindi nella sfera dell’ignoranza; se i fenomeni si presentano a noi in modo diverso in base alla sensibilità e alle percezioni, e se la conoscenza ha sempre come fondamento le sensazioni, ne consegue che ogni discorso veicola singole opinioni, a volta condivise, della realtà, ma opinioni che equivalgono a singole verità.